# Juan Pablo Arguedas
Juan Pablo Arguedas Chacón (Alajuela, 21 de abril de 1997) es un exfutbolista costarricense que jugó de mediocentro defensivo.

## Selección costarricense

### Categorías inferiores
Desde el 19 de enero de 2016, el mediocampista fue considerado en la nómina del director técnico Marcelo Herrera, para disputar una serie de amistosos con la Selección Sub-20 en España. El 21 de marzo fue el primer encuentro ante el Marbella F.C. en el Estadio José Burgos. El futbolista fue titular en la victoria de 5-0, con goles de sus compañeros Ariel Zapata, John Lara, Marvin Loría y Jimmy Marín, quien hizo doblete. Dos días después, los costarricenses efectuaron su segundo compromiso, teniendo como adversario el combinado de Catar en el Estadio La Cala en Málaga. El jugador empezó desde la suplencia en la derrota de 2-0. El 24 de marzo se desarrolló el tercer cotejo frente al Estepona, partido en el cual inició en el banquillo, mientras que su conjunto triunfó con marcador de 2-0. Tres días posteriores, su selección salió con una pérdida de 1-0 contra el Þróttur Reykjavík de Islandia. El 28 de marzo fue el último juego, de titular en la goleada de 6-1 sobre el filial del Málaga. Los dobletes de Suhander Zúñiga y Marvin Loría, sumado a las otras anotaciones de Flavio Fonseca y Kevin Masís marcaron la diferencia en el resultado. Con esto los Ticos finalizaron su preparación en territorio español.
El 3 de mayo de 2016, Arguedas fue partícipe en la derrota 1-3 de su país frente a Honduras, en el Complejo Deportivo Fedefutbol-Plycem. Dos días después fue el segundo compromiso, de nuevo contra los hondureños. El futbolista apareció como titular y el resultado fue de igualdad a dos tantos.
El 22 de agosto, la Federación Costarricense de Fútbol anunció dos nuevos amistosos en condición de local, específicamente en el Complejo Deportivo Fedefutbol-Plycem contra Canadá. El primero de ellos se efectuó el 1 de septiembre, donde Juan no apareció en la victoria de 2-1. Dos días después, el director técnico varió la nómina que utilizó ante los canadienses, para añadir la incorporación del jugador en el segundo cotejo. Se mostró como titular y sus compañeros Alonso Martínez y Andy Reyes marcaron los tantos para el triunfo de 2-0.
La primera convocatoria del combinado Sub-20 de su nación tuvo lugar el 30 de enero de 2017, en la cual se dio a conocer la nómina de 30 jugadores de cara a los encuentros amistosos en territorio hondureño. En el selecto grupo apareció el llamado de Juan Arguedas. El primer encuentro se realizó el día siguiente en el Estadio Carlos Miranda de Comayagua, donde su país enfrentó al conjunto de Honduras. En esa oportunidad, el centrocampista fue titular y el resultado acabó en derrota de 3-2. El 3 de febrero fue el segundo compromiso, de nuevo contra los catrachos en el mismo escenario deportivo. A diferencia del juego anterior, Arguedas fue suplente y el marcador definió la pérdida de 2-0.

#### Campeonato Sub-20 de Concacaf 2017
El representativo costarricense Sub-20, para el Campeonato de la Concacaf de 2017, se definió oficialmente el 10 de febrero. En la lista de convocados que dio el director técnico Marcelo Herrera se incluyó al mediocentro. El primer partido fue el 19 de febrero en el Estadio Ricardo Saprissa, donde su combinado enfrentó a El Salvador. En esta oportunidad, Arguedas fue suplente mientras que el resultado concluyó con la derrota inesperada de 0-1. La primera victoria de su país fue obtenida tres días después en el Estadio Nacional, con marcador de 1-0 sobre Trinidad y Tobago, y el anotador fue su compañero Randall Leal por medio de un tiro libre. El 25 de febrero, en el mismo escenario deportivo, la escuadra costarricense selló la clasificación a la siguiente ronda como segundo lugar tras vencer con cifras de 2-1 a Bermudas. El 1 de marzo, su conjunto perdió 2-1 contra Honduras, y dos días después empató a un tanto frente a Panamá. Con este rendimiento, la selección de Costa Rica quedó en el segundo puesto con solo un punto, el cual fue suficiente para el avance a la Copa Mundial que tomaría lugar en Corea del Sur. Estadísticamente, el volante acumuló 260 minutos de acción en un total de tres juegos disputados.

#### Mundial Sub-20 de 2017
Durante la conferencia de prensa dada por el entrenador Marcelo Herrera, el 28 de abril, se hizo oficial el anuncio de los 21 futbolistas que tuvieron participación en la Copa Mundial Sub-20 de 2017 con sede en Corea del Sur. En la lista apareció el mediocentro Juan Arguedas, siendo este su primer torneo del mundo que disputaría con el combinado costarricense.
Previo al certamen, su nación realizó encuentros amistosos en territorio surcoreano. El primero de ellos se efectuó el 9 de mayo contra Arabia Saudita en el Estadio Uijeongbu, donde Arguedas entró de relevo y los goles de sus compañeros Jonathan Martínez y Jimmy Marín fueron fundamentales en la victoria con cifras de 2-0. En el mismo escenario deportivo tuvo lugar el segundo cotejo, dos días después, de nuevo frente a los sauditas. En esta oportunidad, el volante apareció en el once inicial y su conjunto volvió a ganar, de manera ajustada 1-0 con anotación de Jostin Daly. El último fogueo fue el 15 de mayo ante Sudáfrica en el Eden Complex. El centrocampista ingresó de sustitución por Ian Smith en la derrota de 1-2.
El compromiso que dio inicio con la competición para su país fue ejecutado el 21 de mayo en el Estadio Mundialista de Jeju, donde tuvo como contrincante a Irán. El centrocampista aguardó desde la suplencia en la derrota inesperada de 1-0. En el mismo recinto deportivo se disputó el segundo juego contra Portugal, esto tres días después. Aunque su escuadra empezó con un marcador adverso, su compañero Jimmy Marín logró igualar las cifras, mediante un penal, para el empate definitivo a un tanto. La primera victoria para su grupo fue el 27 de mayo ante Zambia en el Estadio de Cheonan, de manera ajustada con resultado de 1-0 cuyo anotador fue Jostin Daly. El rendimiento mostrado por los costarricenses les permitió avanzar a la siguiente fase como mejor tercero del grupo C con cuatro puntos. El 31 de mayo fue el partido de los octavos de final frente a Inglaterra, en el Estadio Mundialista de Jeonju. Para este cotejo, su nación se vería superada con cifras de 2-1, insuficientes para trascender a la otra instancia. Por otra parte, el volante contabilizó 155 minutos de acción en dos apariciones.
| Mundial                     | Sede          | Resultado        |
| --------------------------- | ------------- | ---------------- |
| Copa Mundial Sub-20 de 2017 | Corea del Sur | Octavos de final |

#### Juegos Centroamericanos y del Caribe 2018
El 6 de julio de 2018, se anunció el llamado de la selección Sub-21 dirigida por Marcelo Herrera para conformar la nómina que le haría frente al torneo de fútbol de los Juegos Centroamericanos y del Caribe, lista en la cual Arguedas quedó dentro del selecto grupo. Realizó su debut el 20 de julio en el Estadio Romelio Martínez de Barranquilla contra el anfitrión Colombia, donde alcanzó la totalidad de los minutos en la derrota por 1-0. Dos días después pero en el mismo escenario deportivo, Arguedas aguardaría desde el banquillo mientras que su escuadra sumó la primera victoria de 3-2 sobre Trinidad y Tobago. Tras el nuevo revés dado el 24 de julio ante Honduras con marcador de 1-2, su selección quedó eliminada en fase de grupos y ocupó el tercer lugar de la tabla.
| Juegos                                    | Sede     | Resultado      |
| ----------------------------------------- | -------- | -------------- |
| Juegos Centroamericanos y del Caribe 2018 | Colombia | Fase de grupos |

## Clubes
| Club                      | País       | Año               |
| ------------------------- | ---------- | ----------------- |
| A. D. Juventud Escazuceña | Costa Rica | 2017 - 2018       |
| A. D. Carmelita           | Costa Rica | 2018              |
| C.S Herediano             | Costa Rica | 2019 - Actualidad |

## Palmarés

### Campeonatos nacionales
| Título                                 | Club         | País       | Año           |
| -------------------------------------- | ------------ | ---------- | ------------- |
| Campeón Primera División de Costa Rica | CS Herediano | Costa Rica | Apertura 2019 |